# Anatolij Bondarczuk
Anatolij Pawłowycz Bondarczuk ukr. Анатолій Павлович Бондарчук, ros. Анатолий Павлович Бондарчук (ur. 31 maja 1940 w Starokonstantynowie) – radziecki lekkoatleta, młociarz.

## Osiągnięcia
- złoty medal Mistrzostw Europy w Lekkoatletyce (Ateny 1969)
- brąz Mistrzostw Europy (Helsinki 1971)
- złoty medal na Igrzyskach olimpijskich (Monachium 1972)
- brąz podczas Igrzysk olimpijskich (Montreal 1976)
- dwukrotne ustanowienie rekordu świata, Bondarczuk był pierwszym młociarzem w historii, który posłał młot na odległość większą niż 75 metrów (1969)
- czterokrotnie najlepsze wyniki w danym roku na świecie (1969, 1970, 1972 oraz 1973)

Po zakończeniu kariery sportowej Bondarczuk, również ze znacznymi sukcesami pracuje jako trener lekkoatletyczny, jego podopiecznym był m.in. Jurij Siedych.

## Rekord życiowy
- rzut młotem – 77,42 m (1976)[1]